# The Arockalypse
The Arockalypse este album înregistrat de Lordi.

## Track list
1. SCG3 Special Report – 03:46
2. Bringing Back The Balls To Rock – 03:31
3. The Deadite Girls Gone Wild – 03:45
4. The Kids Who Wanna Play With The Dead – 04:07
5. It Snows in Hell – 03:37
6. Who's Your Daddy? – 03:38
7. Hard Rock Hallelujah – 04:07
8. They Only Come Out At Night – 03:49
9. The Chainsaw Buffet – 03:47
10. Good To Be Bad – 03:31
11. The Night Of The Loving Dead – 03:09
12. Supermonstars (The Anthem Of The Phantoms) – 04:04